# Смерть Сарданапала
Смерть Сарданапала (фр. La Mort de Sardanapale) — історична картина французького художника Ежена Делакруа.

## Історія

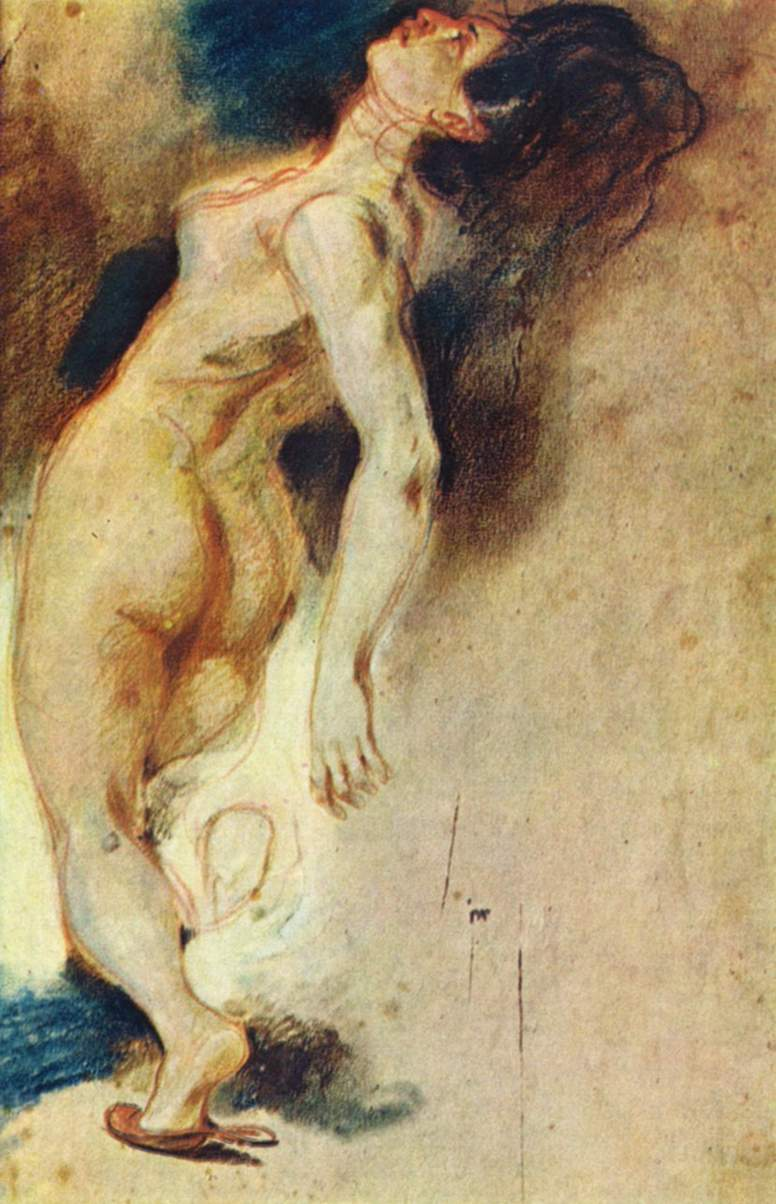
Етюд

Картину вперше виставили в Салоні Лувру в 1827 — 1828 роках. Вона відразу викликала негативні відгуки критиків. Її критикували за авторські помилки в перспективі і за хаос, що панує на передньому плані. Також Делакруа було звинувачено в еротоманії та смакуванні жорстокості. Однак художнику вдалося передати те, що відбувається живими та яскравими фарбами, метою Делакруа було вразити і схвилювати глядача.

## Сюжет картини
Делакруа взяв сюжет картини з драми Джорджа Гордона Байрона «Сарданапал», але з деякими змінами . На художника також вплинуло тривале перебування в Іспанії та Марокко.
За легендою, ассирійський цар був відомим розпусником, й уславився своєю байдужістю до справ країни, що врешті призвело до повстання. Після невдалої спроби придушити заколот, Сарданапал вирішує покінчити життя самогубством. На картині зображено той момент, коли цар наказує також вбити свого коханого коня, собак і жінок, знищити всі свої скарби. Сам Делакруа писав, що образ Сарданапала — суворе попередження для тих, хто не прагне в житті до доброчесності.
Незважаючи на відчайдушне рішення царя, на картині він виглядає розслабленим і насолоджується влаштованою ним оргією. Башта, що горить на задньому плані, символізує байдужість Сарданапала до свого царства, яке гине, а слон зі зламаними бивнями — втрачену владу.

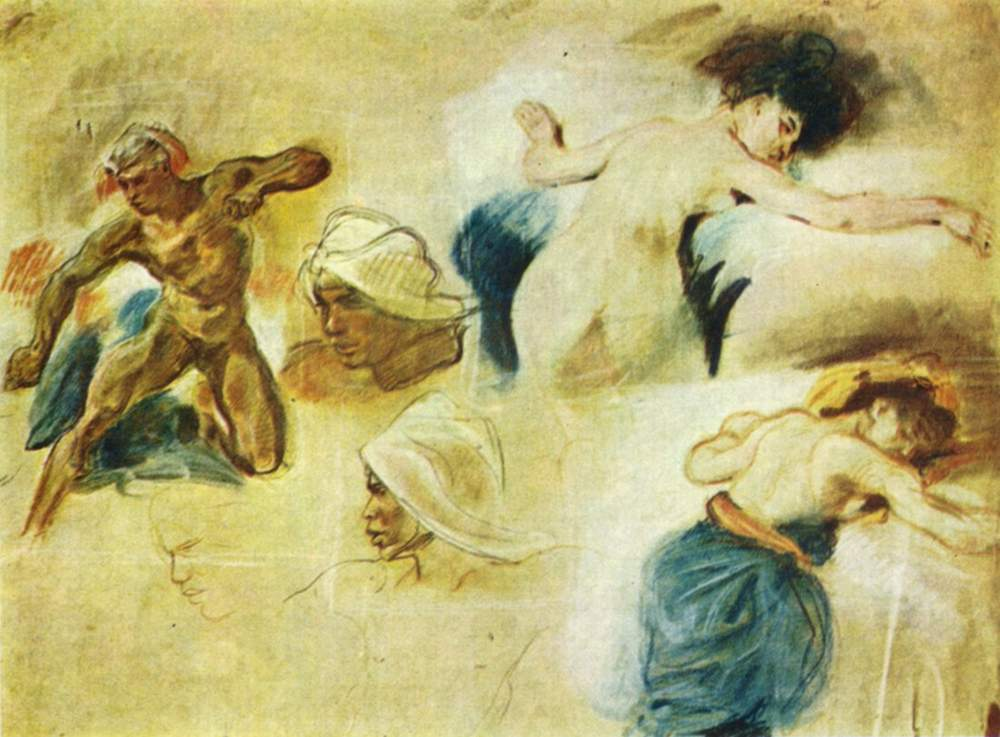
Етюд

## Тема
Сам Делакруа був натхненний віршованою драмою лорда Байрона " Сарданапал " (1821), а його полотно, своєю чергою, надихнуло Гектора Берліоза на створення кантати («Сарданапал», 1830), а Франца Ліста створення опери («Сарданапал» 1845—1852, не закінчена).